# Aristoclides (músic)
Aristoclides (en grec antic: Άριστοκλείδης, Aristocleidēs) fou un famós músic de l'antiga Grècia que va viure al segle v aC, en temps de les guerres mèdiques. Tocava la lira, i deia que era descendent de Terpandre. Va ser el mestre de Frinis de Mitilene.